# Kazafani
Kazafani o Kazaphani (in greco Καζάφανι?; in turco Ozanköy, anche Kazafana) è un villaggio di Cipro.  Era un villaggio misto fino al 1974. È sotto il controllo de facto di Cipro del Nord, dove appartiene al distretto di Girne, mentre de iure appartiene al distretto di Kyrenia della Repubblica di Cipro.
Il villaggio nel 2011 aveva 3 070 abitanti.

## Geografia fisica
Kazafani è situato sulla costa settentrionale di Cipro, sulle pendici della catena montuosa di Kyrenia, un chilometro scarso a nord del villaggio di Bellapais e tre chilometri a est della città di Kyrenia.

## Origini del nome
Il nome del villaggio deriva dalle parole "Casal Epiphani", o "villaggio di Sant'Epifanio". Tuttavia, i turco-ciprioti nel 1959 trovarono un nome alternativo per il villaggio, Ozanköy, che significa "villaggio del poeta" dal noto poeta turco-cipriota Osman Türkay, che era originario di questo villaggio.

## Storia
Kazafani era tradizionalmente un villaggio agricolo, originariamente centrato sulla tenuta feudale di Casal Pifani (alternativamente scritto Pifane, Piphani o Epiphani). È uno dei villaggi di montagna in cui gli ex abitanti latini del Castello di Kyrenia furono costretti a spostarsi dopo la conquista ottomana dell'isola, molti dei loro discendenti ora popolano il villaggio. Il monastero di Bellapais è stato indicato come il monastero di Cozzafani (un altro nome del villaggio), un legame che è iniziato durante la terza crociata. Il percorso che i crociati avrebbero fatto a piedi conserva ancora oggi il nome di 'Sentiero dei Crociati'. Le origini della tenuta feudale (Casale) provengono dall'insediamento dei crociati latini.

## Società

### Evoluzione demografica
Secondo il censimento ottomano del 1831, i cristiani costituivano una leggera maggioranza nel villaggio. Il secondo censimento britannico del 1891, tuttavia, dava la percentuale dei musulmani al 62%. Molti cristiani del villaggio si trasferirono a Kyrenia dopo la partenza degli amministratori e dei soldati ottomani nel 1878. Questo rapporto fra i due gruppi etnici si mantenne fino al 1960 con un leggero calo sino al 56%.
A causa delle lotte intercomunitarie, nel gennaio 1964 alcuni dei ciprioti turchi di Klepini si rifugiarono a Kazafani. Tuttavia, all'inizio di marzo 1964 la Guardia Nazionale Cipriota attaccò il quartiere turco-cipriota del villaggio. Quando fu concordato un cessate il fuoco, quasi il 40% dei turco-ciprioti lasciò il villaggio, così come tutti gli sfollati di Klepini. Molti di loro furono trasferiti nei campi di Aghirda e Boğhaz. Il resto degli abitanti rimase nel villaggio fino al 1974. L'UNFICYP vi mantenne una postazione tra il 1964 e il 1974.
Lo spostamento di tutti i greco-ciprioti da Kazafani ebbe luogo a luglio del 1974, quando la maggior parte degli abitanti di etnia greca fuggì dall'esercito turco che avanzava e cercò rifugio nel sud. Alcuni greco-ciprioti tentarono di rimanere nel villaggio durante e dopo la guerra del 1974. Nel novembre 1975, nel villaggio erano accampati 107 greco ciprioti, scesi a 99 nel settembre 1976. Nell'ottobre di quell'anno, nessun greco-cipriota viveva più a Kazafani. Attualmente, come il resto dei greco-ciprioti sfollati, i greco-ciprioti di Kazafani sono sparsi nel sud dell'isola, soprattutto nelle città. Il numero di greco-ciprioti sfollati da Kazafani tra il 1974 e il 1976 era di circa 430 (410 nel censimento del 1973).
Attualmente il villaggio è abitato dai suoi abitanti originali e da alcuni turco-ciprioti sfollati dai villaggi nei distretti di Limassol e Paphos, come Kourtaka. Anche alcuni cittadini turchi si sono stabiliti qui nel 1977 (109 dei cittadini turco-ciprioti che vivevano nel villaggio nel 1996 hanno dichiarato la Turchia come loro luogo di nascita). Negli ultimi trent'anni, anche molti cittadini europei e turco-ciprioti provenienti da altre parti del nord dell'isola hanno acquistato proprietà, costruito case e si sono stabiliti qui. A causa del recente boom edilizio e dello sviluppo del turismo, il villaggio ospita molti lavoratori immigrati dalla Turchia e dal Pakistan per lavorare in questi settori. Il censimento turco-cipriota del 2006 dava come popolazione del villaggio 2 584 persone. Questo numero saliva sino a 3.000 durante i mesi di vacanza.

## Sport

### Calcio
Il club sportivo turco-cipriota Ozanköy è stato fondato nel 1956, e nel 2015 militava nella seconda divisione K-PET della Federazione calcistica di Cipro del Nord (CTFA).